# Moebelia rectangula
Moebelia rectangula is een spinnensoort in de taxonomische indeling van de hangmatspinnen (Linyphiidae).
Het dier behoort tot het geslacht Moebelia. De wetenschappelijke naam van de soort werd voor het eerst geldig gepubliceerd in 2007 door Da-xiang Song & Li.